# Gli amanti magnifici
Gli amanti magnifici (Les Amants magnifiques) è una commedia-balletto composta da cinque atti, frutto della collaborazione artistica fra Molière e Jean-Baptiste Lully, il quale si occupò della composizione delle musiche.
La collaborazione fra i due, iniziata nel 1664, continuerà fino al 1672.
L'opera fu composta ed eseguita in occasione del carnevale nel febbraio del 1670, nel corso dei festeggiamenti chiamati Divertissement royal. Fu proprio durante questa esibizione che Louis XIV salì sul palco per l'ultima volta come ballerino, nelle vesti di Nettuno e Apollo.
L'opera fu concepita puntando a una rappresentazione fastosa, in quanto il fine era l'intrattenimento della corte reale. Essa si compone quindi di musica e di danze, uniti ad elementi drammatici e di realismo. Per questo motivo, non venne più ripresa dal pubblico parigino.
L'intento di Molière mirava a una critica all'astrologia, in particolare mediante il personaggio di Anaxarch, l'astrologo ciarlatano, ispirato alla figura di Jean-Baptiste Morin.
"Questa esecuzione", scrive G.Couton, "ha dato una lezione di ragione a una corte e ad una civiltà che ne aveva bisogno."

## Trama
Ambientato in Grecia, l'opera narra di due principi rivali che competono per l'amore della giovane principessa Eriphile, la quale però ama già un soldato di fortuna chiamato Sostrate, senza nobiltà ma non per questo privo gloria. Quest'ultimo diventerà degno del suo amore, solo dopo aver salvato la madre di Eriphile dall'attacco di un cinghiale feroce.

### Primo atto
Durante la sontuosa festa organizzata dal principe Iphicrates in onore di Eriphile e di sua madre Aristione, il giovane soldato Sostrate è preso dalla malinconia e dal dolore, in quanto non può né nascondere l'amore che prova per Eriphile né può dimostrarlo con "mille e mille magnificenze". Tuttavia, la giovane Eriphile rimane indifferente agli sforzi dei due principi contendenti, Timocle e Iphicrates.

### Secondo atto
Aristione, mamma di Eriphile, incoraggia Sostrate affinché conquisti il cuore di sua figlia.

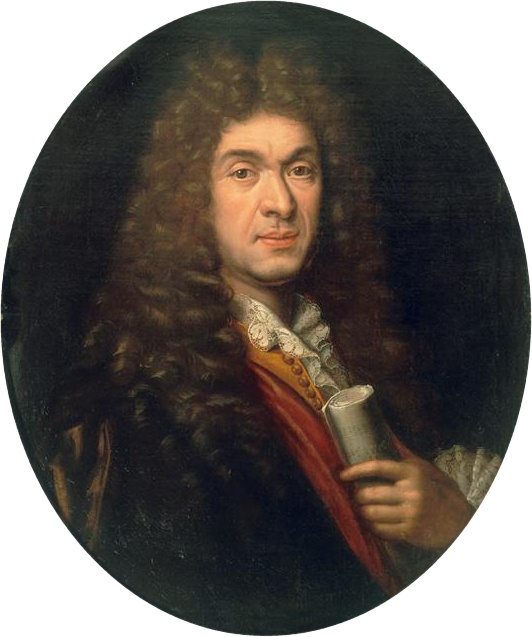
Jean-Baptiste Lully

Eriphile chiede aiuto a Sostrate su chi dovrebbe scegliere fra i due principi, che continuano a contendersi il suo amore con nuove feste e celebrazioni in suo onore.

### Terzo atto
Messa sotto pressione, Eriphile deve scegliere fra i due contendenti e Sostrate è nuovamente chiamato a darle consiglio.
Nel frattempo, l'astrologo Anaxarque propone di ricorrere alla sua arte per trovare la risposta. Si apre quindi una discussione sulla validità dell'astrologia, su cui Aristione pone tutta la sua fiducia.

### Quarto atto
Aristione esorta sua figlia a parlarle apertamente.
Successivamente, Venere fa la sua apparizione ed incarica Aristione di scegliere colui che le salverà la vita. Allo stesso tempo, si scopre che Anaxarque preoccupandosi principalmente di assicurarsi la sua fortuna e quella di suo figlio, sceglie di aiutare Iphicrates le cui promesse sono molto più vantaggiose, a sfavore di quelle del suo rivale Timocle.
Un falso agguato dovrà quindi consentire a Iphicrates di salvare Aristione, rispettando così la profezia di Venere e assicurando il matrimonio con Eriphile. Quest'ultima, dice a Sostrate che lo ama, ma che non può sposarlo a causa della sua condizione non nobile.

### Quinto atto
Eriphile, presa da una profonda tristezza, viene a sapere che Sostrate ha salvato sua madre Aristione dall'attacco di un feroce cinghiale ed è quindi libera di sposarlo. L'inganno di Anaxarque viene scoperto, scatenando l'ira dei due principi.
L'opera si conclude con la celebrazione dei giochi pitici.